# دایان پریماورا
دیان آی. پریماورا (زاده ۲۸ ژانویه 1950) یک سیاستمدار آمریکایی است که از سال ۲۰۱۹ پنجاهمین فرماندار کلرادو بوده است. او که یکی از اعضای حزب دموکرات بود، قبلاً به عنوان نماینده ایالت کلرادو برای منطقه ۳۳ از سال ۲۰۰۷ تا ۲۰۱۱ و دوباره از سال ۲۰۱۳ تا ۲۰۱۷ خدمت کرد. جارد پولیس، نامزد دموکرات فرمانداری، پریماورا را به عنوان معاون خود در انتخابات فرمانداری کلرادو در سال ۲۰۱۸ انتخاب کرد.
در مجلس قانونگذاری، پریماورا به شدت بر مسائل مراقبت‌های بهداشتی تمرکز کرد. پس از دو سال دوری از سیاست، پریماورا بار دیگر در انتخابات سال ۲۰۱۲ به عنوان نماینده ایالتی انتخاب شد. او در سال ۲۰۱۴ دوباره انتخاب شد و در سال ۲۰۱۶ به دنبال انتخاب مجدد نبود.
پریماورا متولد دنور، کلرادو، لیسانس روان‌شناسی از دانشگاه رجیس در سال ۱۹۷۲ و مدرک کارشناسی ارشد در مشاوره توانبخشی حرفه ای از دانشگاه شمالی کلرادو در سال ۱۹۷۵ به دست آورد.